# Анандалахари
Анандалахари (бенг. আনন্দলহরী, санскр. आनन्दलहरी, IAST: ānandalaharī) — бенгальский и восточноиндийский музыкальный инструмент. Имеет бочкообразный корпус, открытый с одной стороны, и закреплённую на «днище» единственную струну — одинарную или двойную. Родственен южноиндийскому пуллуван-кудаму, анандалахари часто аккомпанирует танцу и может исполнять как мелодию, так и ритм.
Название «анандалахари» означает «волны радости», в народе этот инструмент именуется звукоподражательно: губгуби и кхамак.
Корпус инструмента деревянный, открытый с обеих сторон; в нижней и верхней части с помощью кожаного обруча и шнуров закрепляется мембрана. У некоторых инструментов верхняя мембрана имеет отверстие, у других — нет; у старых инструментов она может вовсе отсутствовать. Жильная струна закрепляется на днище с помощью куска бамбука или другого материала. Второй конец струны закрепляется внутри медного горшочка.
Бочку помещают в левую подмышку, горшочек берут в левую руку и натягивают им струну, а правой рукой играют на струне с помощью плектра. Этот инструмент полюбился музицирующим мистикам, баулам.
Закс считал, что анандалахари и родственные ему инструменты представляют отдельный чисто индийский класс щипковых мембранофонов, но этномузыколог Лоренс Пикен и другие показали, что все они являются чистыми хордофонами.